# Capela do Cristo Operário
A Capela do Cristo Operário, construída em 1950, é um edifício que está localizado no bairro do Alto do Ipiranga, em São Paulo. Ligada à Ordem dos Dominicanos, está vinculada ao movimento Economia e Humanismo. O prédio possui obras de conhecidos nomes do Modernismo brasileiro, como Alfredo Volpi, Yolanda Mohalyi, Geraldo de Barros, Moussia Pinto Alves e Roberto Burle-Marx.
Entre as décadas de 1950 e 1960, a capela fez parte de um projeto idealizado pelo Frei João Batista Pereira dos Santos e pelo artista plástico Geraldo de Barros: a fábrica de móveis Unilabor, que unia arte, trabalho e religião em atividades junto à comunidade operária da época. Administrada em modelo de autogestão por seus próprios trabalhadores, a fábrica foi dissolvida em 1967 por "motivos ideológicos, econômicos e políticos".
No início dos anos 2000, o pedido de tombamento foi atendido pelo Conpresp e pelo Condephaat. Hoje, a Capela do Cristo Operário realiza missas aos sábados, às 19h, e aos domingos, às 08h30.

## História

### Capela
A Capela do Cristo Operário surgiu de uma iniciativa do frei João Batista Pereira dos Santos, inspirado pelo movimento Economia e Humanismo durante sua estadia na França, entre os anos 1930 e 1940. O movimento nasceu segundo os ideais do Pe. Louis-Joseph Lebret, que se preocupava com a condição do trabalhador nas sociedades capitalistas de países subdesenvolvidos, como no Brasil. Segundo Alfredo Bosi, em artigo sobre Economia e Humanismo:   

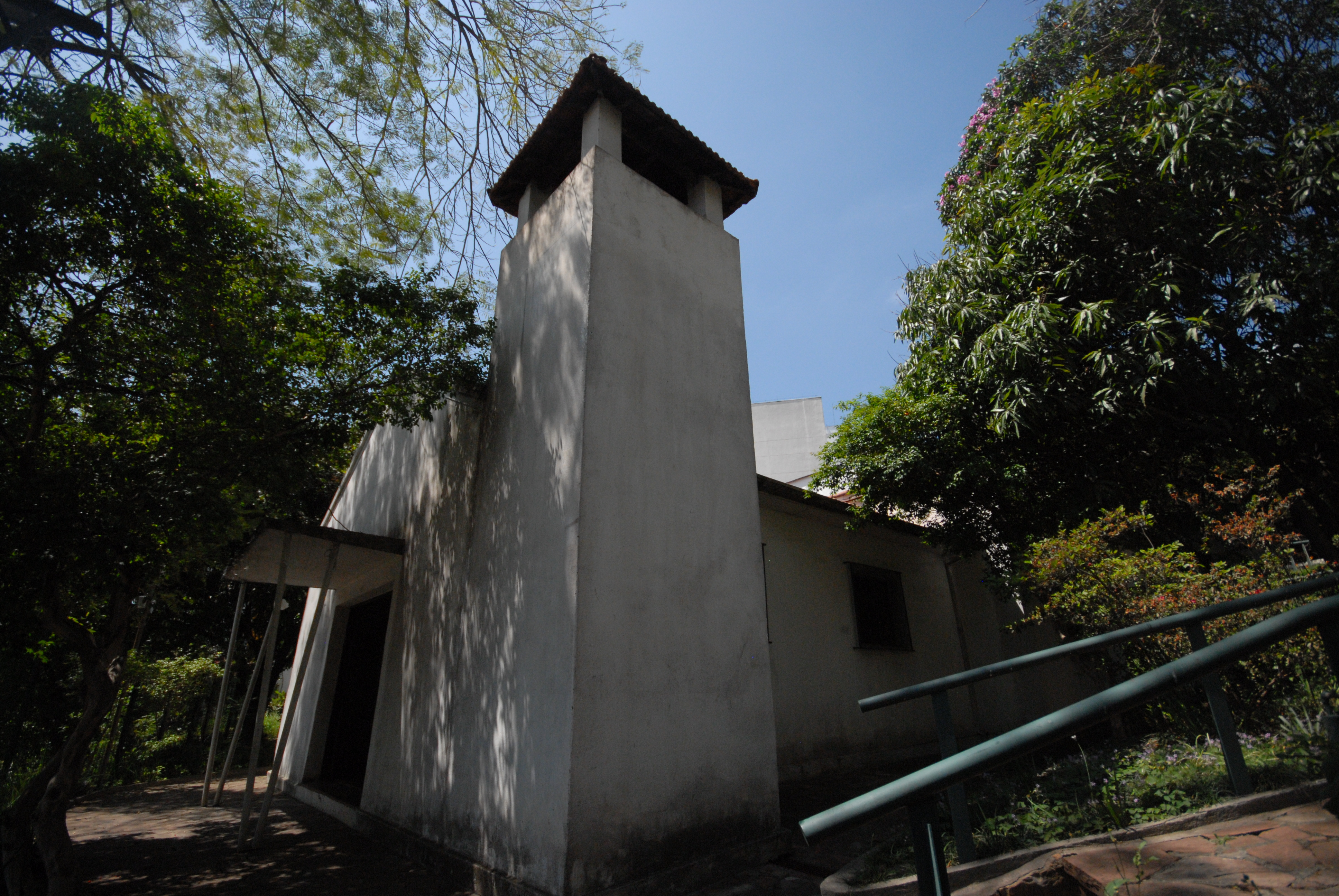
Campanário da Capela do Cristo Operário, em São Paulo

"Lebret propõe a consolidação de comunidades de base capazes de se sustentarem mutuamente, conhecer as suas necessidades básicas e reivindicar a sua satisfação: junto às empresas (via participação nos lucros e, no limite, cogestão) e junto ao Estado, mediante a legislação do trabalho e mecanismos distributivos da renda nacional."
Em maio de 1950, Frei João Batista inaugura, em parceria com o Círculo Operário do Ipiranga, a Capela do Cristo Operário no Alto do Ipiranga, então uma área periférica que se industrializava em São Paulo (cidade).

### Unilabor (1954-1967)
Dando continuidade a seu trabalho na região, frei João Batista Pereira dos Santos cria a Unilabor, fábrica de móveis desenhados pelo artista plástico modernista Geraldo de Barros (1923-1998), também parceiro no projeto. O objetivo da empreitada era desalienar o trabalhador do processo industrial, permitindo que este tenha participação no processo coletivista de trabalho e que, consequentemente, o levaria à sua libertação.

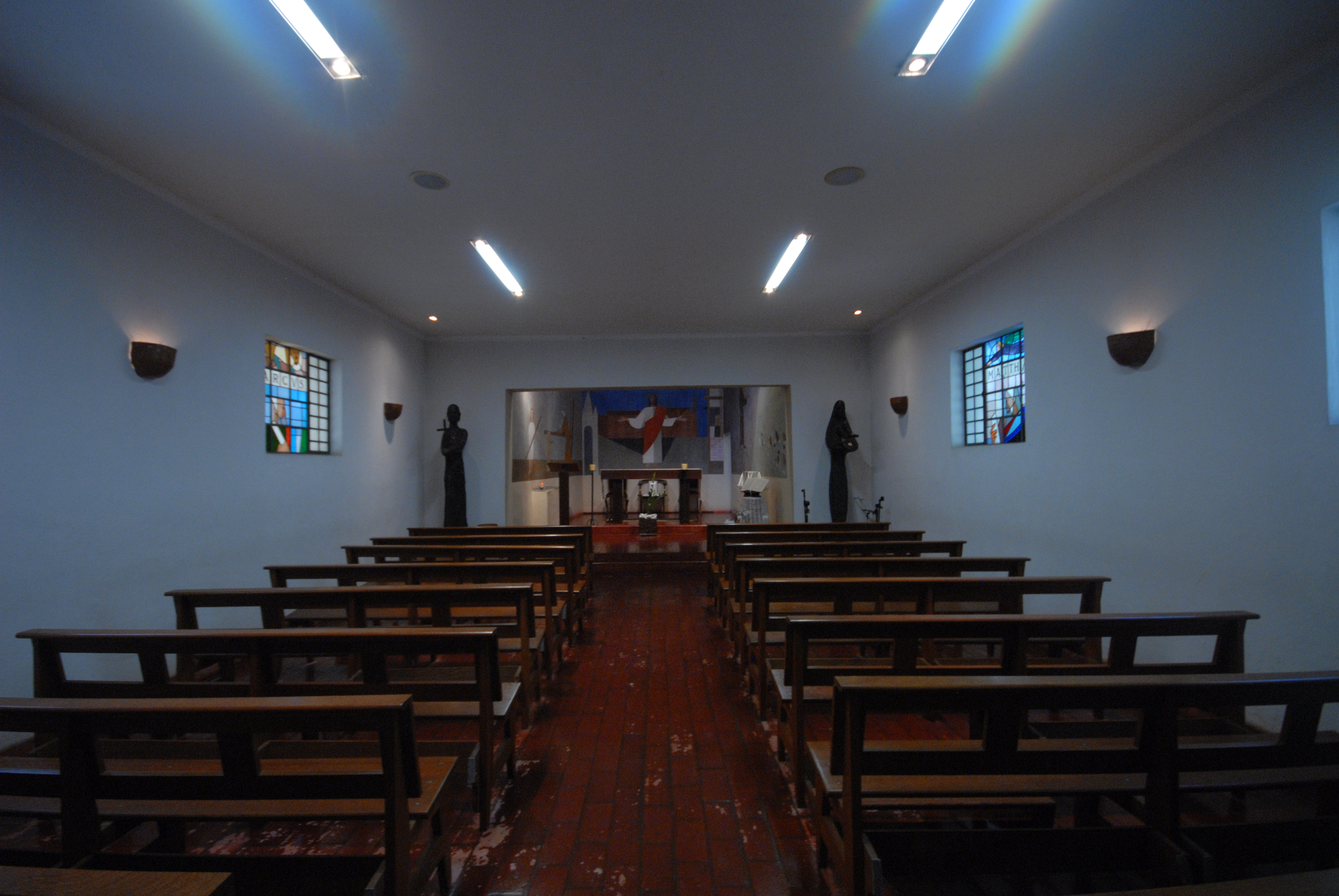
Nave da Capela do Cristo Operário, em São Paulo

De agosto de 1954 a fevereiro de 1967, a Unilabor funcionou em regime de autogestão, no qual os trabalhadores da empresa eram sócios e dividiam os lucros com a venda dos móveis desenhados por Geraldo de Barros. De estilo concretista, os móveis domésticos eram vendidos à classe média simpatizante à Capela do Cristo Operário. A Unilabor possuía quatro lojas localizadas em importantes pontos de São Paulo: a Rua Augusta (São Paulo), a Praça da República (São Paulo), Rua Domingos de Morais e Avenida Santo Amaro. Uma quinta loja situou-se em Belo Horizonte.
A Unilabor também promoveu atividades junto à comunidade do Alto do Ipiranga, como aulas de teatro e de artes, catequese e debates sobre política e arte, dentre outras. A intenção era transformar os operários e suas famílias por meio da religião, arte e trabalho, cumprindo com os ideais do movimento Economia e Humanismo. Para a realização do projeto, era necessário investir no coletivismo de todos os grupos envolvidos. Contudo, a partir de 1964, o modelo de autogestão da Unilabor começa a ruir devido à má-administração e à ausência de uma poupança interna. Ainda, a situação delicada se aprofunda com o Golpe de Estado no Brasil em 1964, que abala o sistema econômico do país ao cortar o financiamento a pequenas empresas.
Simultaneamente, a fábrica passava por conflitos internos de interesse com Frei João Batista, sobretudo no que diz respeito à noção de propriedade privada, defendida pelo próprio frei e acusada de conservadora por outros envolvidos. Em 1967, a Unilabor é dissolvida por seus problemas financeiros e de organização interna.

## Arquitetura

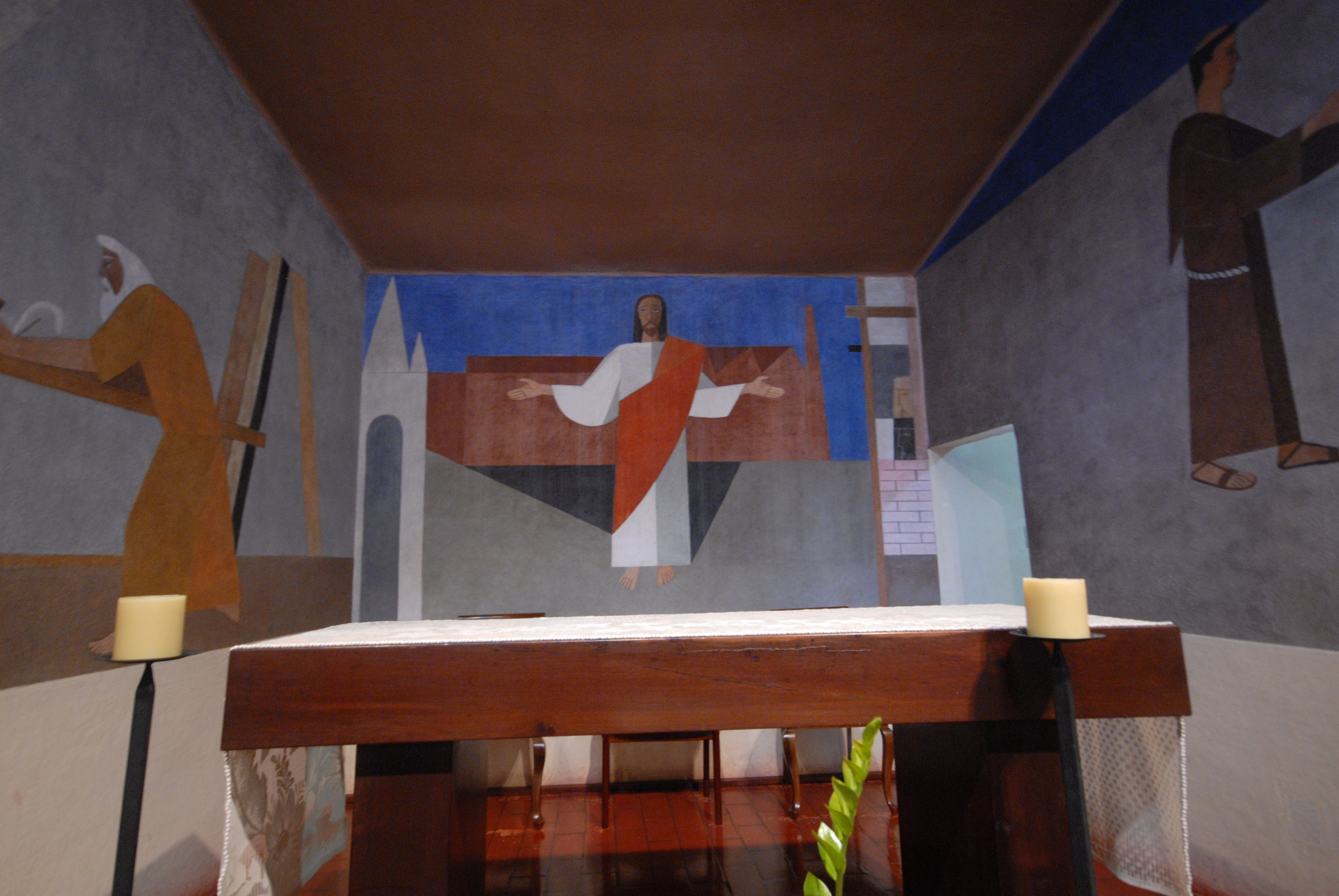
Mural do Cristo Operário, por Alfredo Volpi

A arquitetura da Capela do Cristo Operário foi feita pelo Frei João Batista Pereira dos Santos. O desenho segue o modelo das capelas coloniais, com sua simplicidade e linhas retas típicas do campesinato. À entrada, de frente para a Rua Vergueiro, há uma porta dupla de madeira com um vitral no topo e, nas laterais do edifício, mais quatro vitrais com Evangelistas. Na fachada, há um campanário com uma cruz no ponto de intersecção das quatro águas.
A Capela do Cristo Operário está localizada entre a Rua Vergueiro e Rua São Daniel em um terreno de 5 mil metros quadrados, dividido em 6 edifícios: Capela, casa do pároco, casa abandonada, 2 galpões (antiga oficina da  Unilabor) e um edifício de três pisos (antiga oficina da Unilabor). O local pertencia ao Círculo dos Operários do Ipiranga, que depois foi repassado aos padres Dominicanos através da Sociedade Impulsionadora de Instrução.
Além disso, a Capela possui diversas obras de conhecidos artistas plásticos do modernismo brasileiro, como Alfredo Volpi (que utilizou nos murais uma técnica da pintura renascentista dos séculos XIV e XV), Yolanda Mohalyi, Moussia Pinto Alves, Geraldo de Barros e Roberto Burle-Marx.
| Artista                             | Obra |
| ----------------------------------- | --- |
| Alfredo Volpi                       | Mural do Cristo Operário, da Sagrada Família e de Santo Antônio; vitral de São Mateus, São Marcos, São Lucas e São João |
| Yolanda Mohalyi                     | mural da Anunciação, da Pomba da Paz e da Árvore da Vida                                                                |
| Giuliana Segre Giorgi (atribuído a) | mural do nascimento de Cristo                                                                                           |
| Geraldo de Barros                   | vitral da Sacristia e armários da Sacristia                                                                             |
| Roberto Burle-Marx                  | paisagismo dos jardins                                                                                                  |
| Moussia Pinto Alves                 | escultura de São João Batista e escultura de Nossa Senhora                                                              |
| Elizabeth Nobiling                  | pia batismal, castiçais do Altar e luminárias                                                                           |
| Giandomenico de Marchis             | objetos para o culto |
| Robert Tatin                        | pia da água benta |

## Significado histórico e cultural

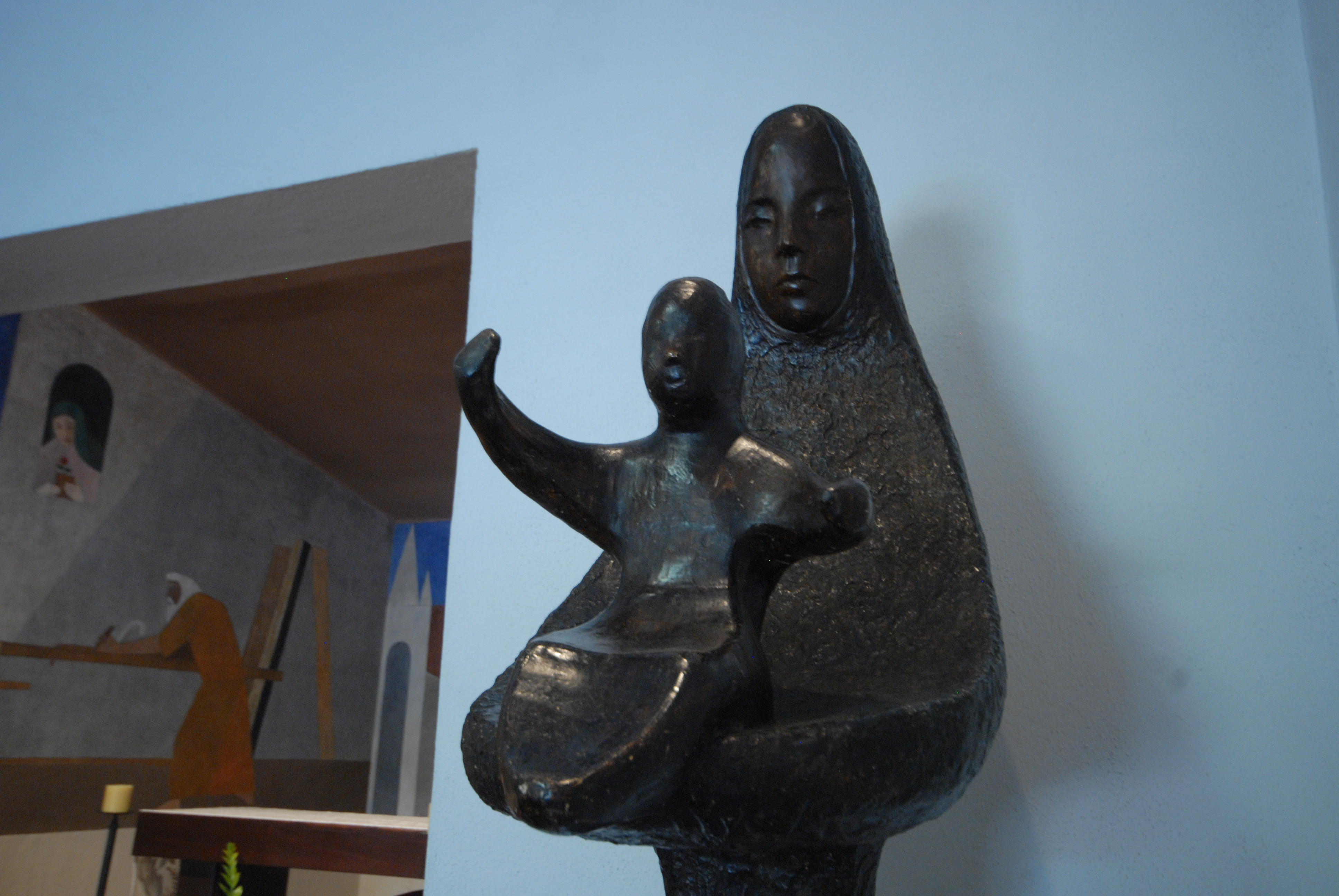
Escultura de Maria (mãe de Jesus) com Menino Jesus, por Moussia Pinto Alves

Em 2001, o arquiteto Mauro Claro realiza o pedido de tombamento da Capela do Cristo Operário, de modo a impedir que os Dominicanos doem metade do terreno à Mitra Arquidiocese e vendam a outra parte. O pedido foi acompanhado por centenas de assinaturas em uma petição exigindo que o terreno de 5 mil metros quadrados fosse tombado.

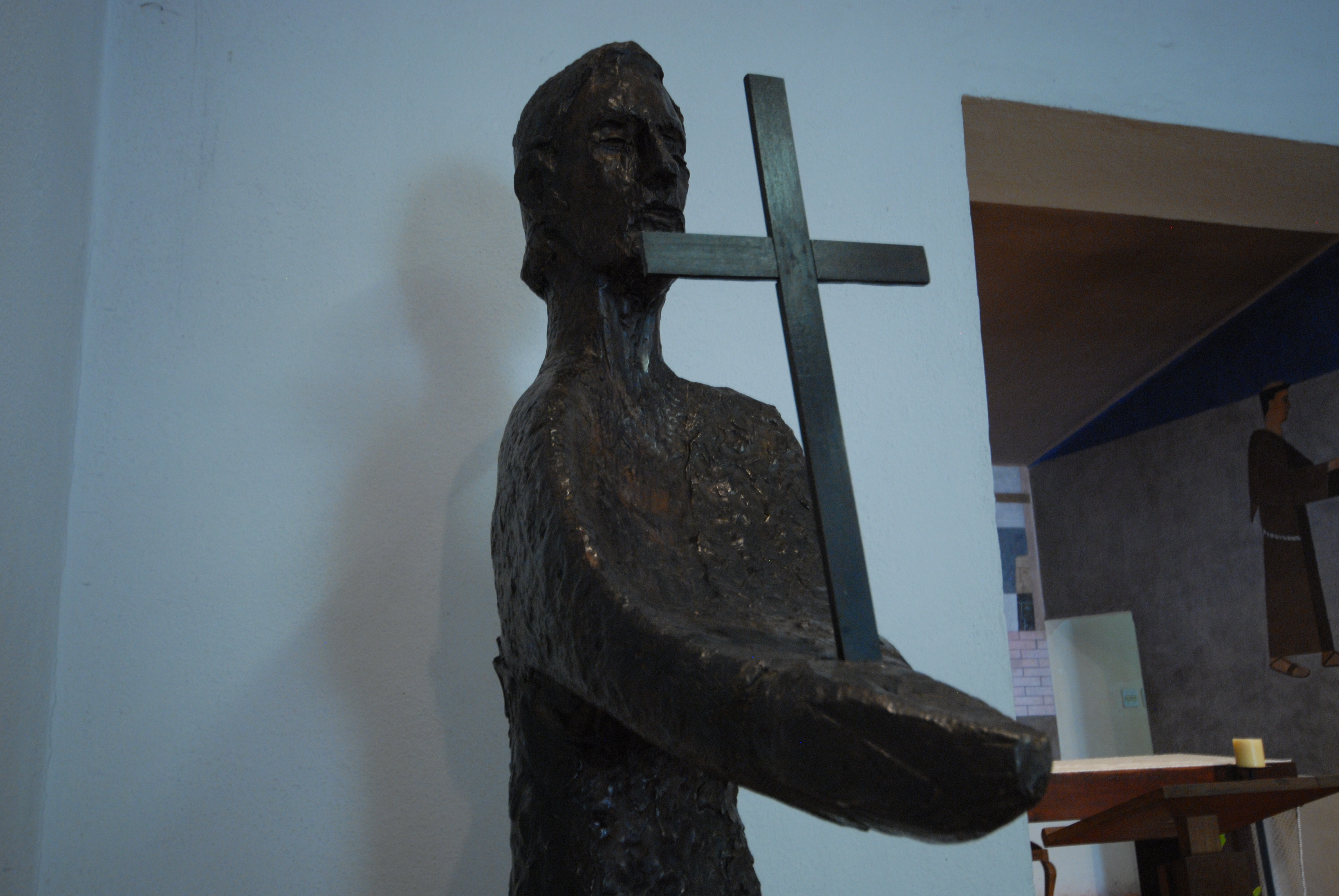
Escultura de São João Batista, por Moussia Pinto Alves

Em 2002, o Conselho Municipal de Preservação do Patrimônio Histórico, Cultural e Ambiental da Cidade de São Paulo (Conpresp), com pedido reiterado pelo vereador Domingos Dissei para a então prefeita Marta Suplicy, e, em 2004, o órgão estadual Conselho de Defesa do Patrimônio Histórico, Arqueológico, Artístico e Turístico de São Paulo (Condephaat) tombaram a Capela do Cristo Operário, a casa do capelão e as obras ali presentes, a fim de preservar sua importância histórica e artística para a região local e a própria cidade. Em 2009, o Instituto do Patrimônio Histórico e Artístico Nacional (Iphan) também estudou o tombamento, mas desde então não há movimentações para isso.

## Estado atual
Segundo relatório do processo de tombamento, o edifício da Capela encontrava-se em estado precário de conservação. Umidade, infiltrações no teto, calçamento desnivelado e imagens com pigmentação original alterada eram um dos problemas encontrados. Logo a seguir, deu-se início ao processo de restauração, que durou até julho de 2009.
Entre os planos após o restauro, está implementar no terreno uma série de atividades para suprir as carências do bairro do Alto do Ipiranga, como creches, escolas municipais, centros profissionalizantes e outras ações para a comunidade.
Atualmente, a Capela do Cristo Operário realiza missas aos sábados, às 19h, e aos domingos, às 8h30min.  O Conjunto arquitetônico comporta também, a escola Dominicana de Teologia, os escritórios  das províncias dos Dominicanos no Brasil e o escritório da própria Capela, que foi construída na década de 50 e que até hoje abriga obras de grande valor histórico executadas por renomados artistas modernistas.

### Capela do Cristo Operário e terreno

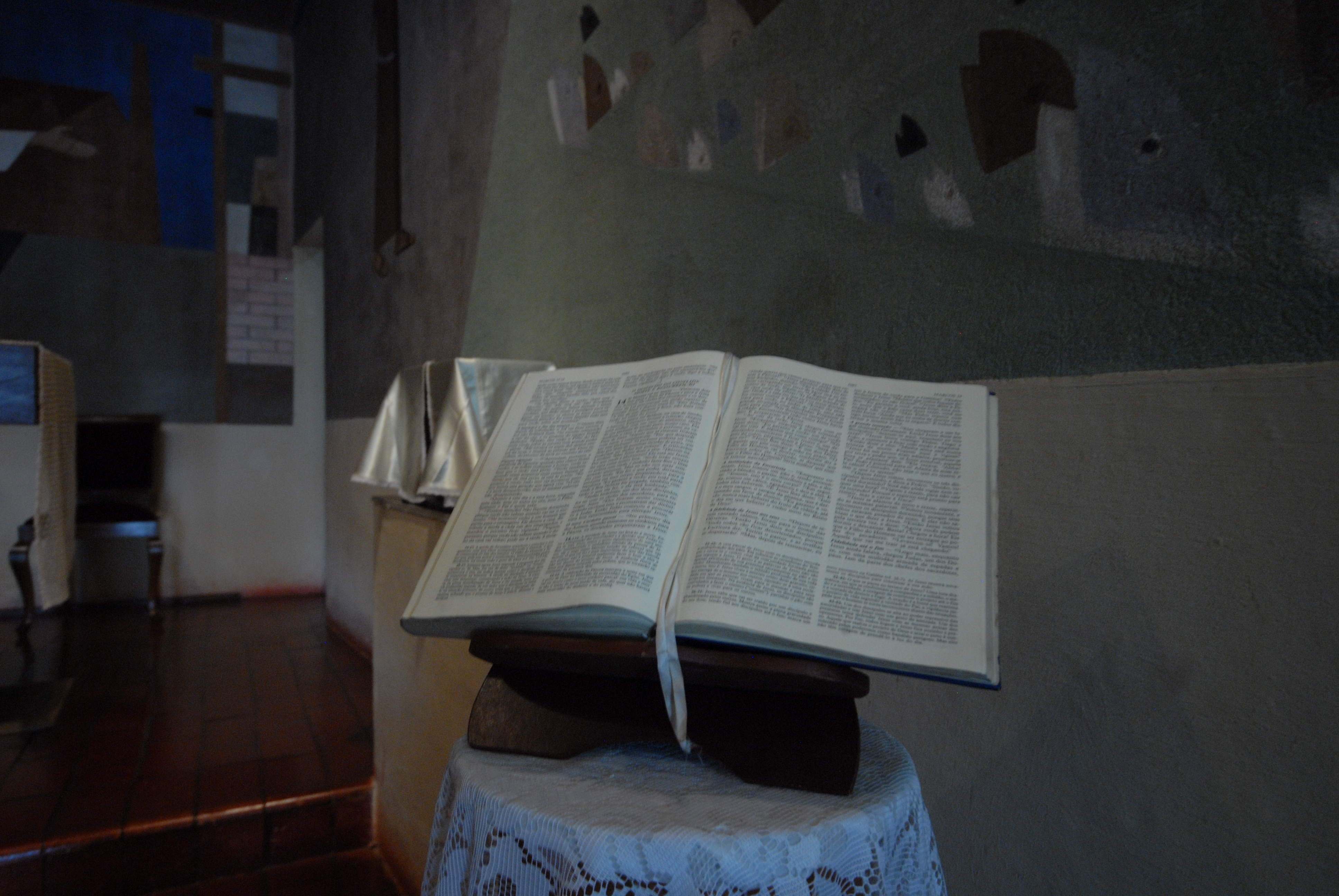
Bíblia aberta no altar da Capela do Cristo Operário
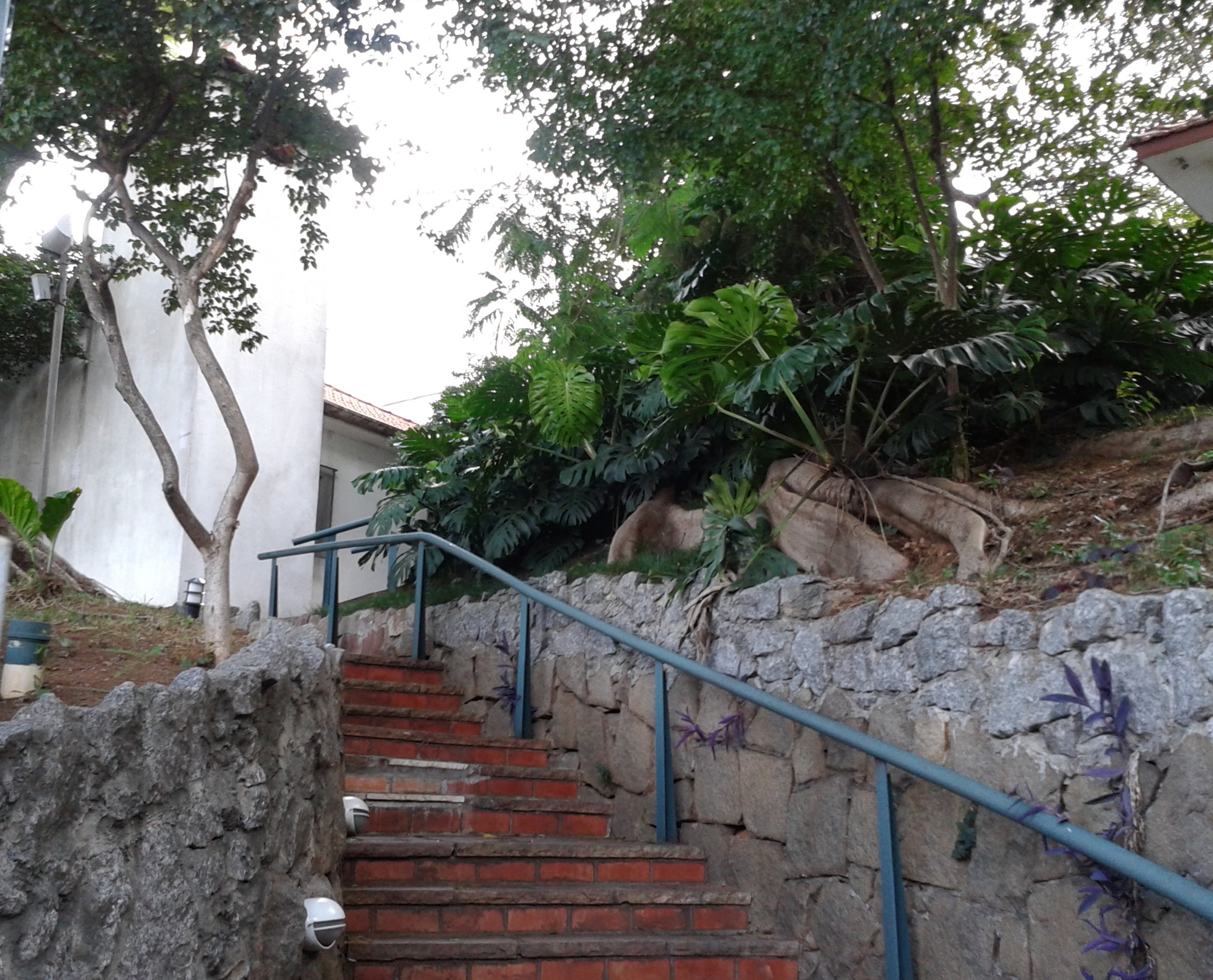
Escadaria que leva à Capela do Cristo Operário, a partir da Rua Vergueiro
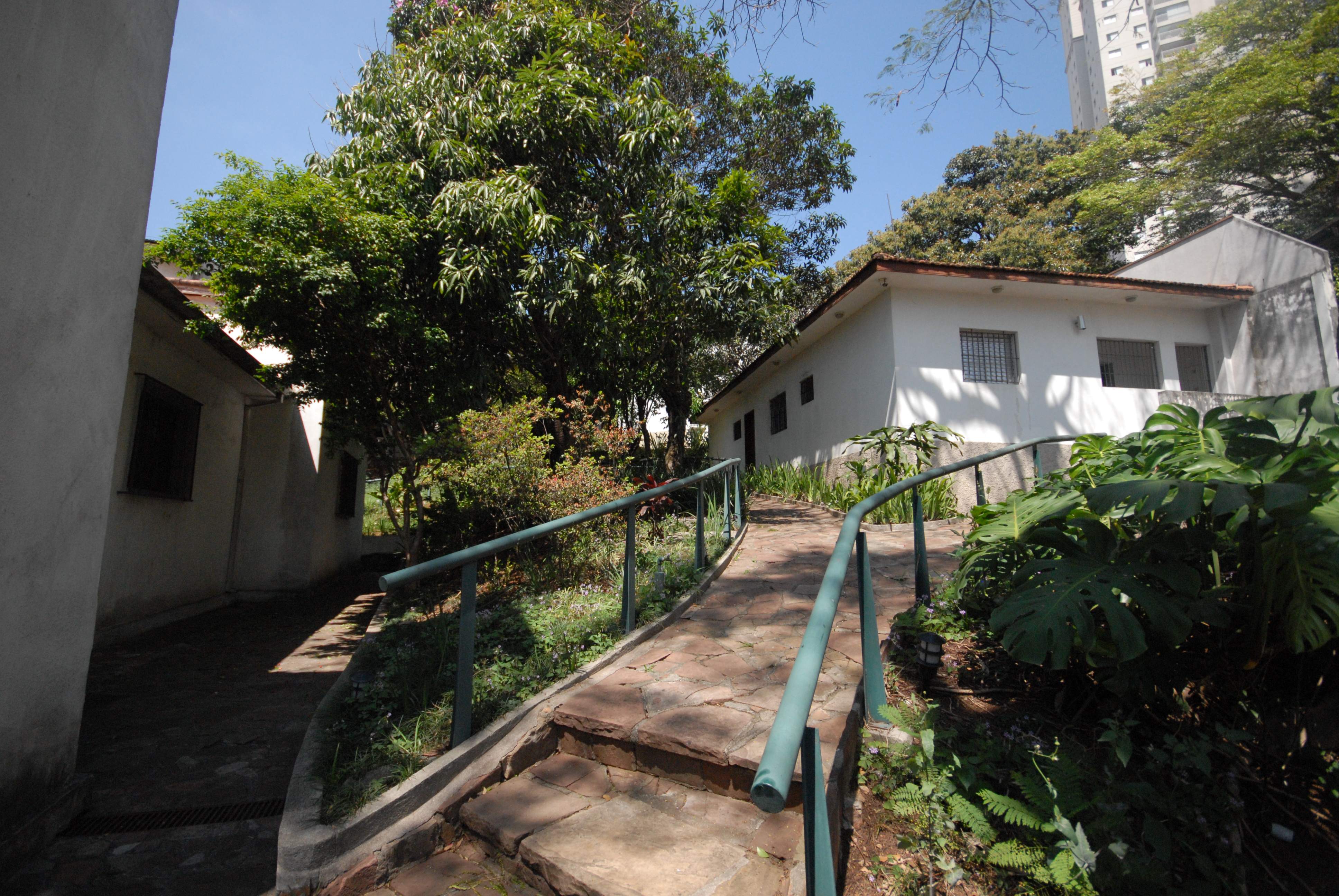
Vista da casa do capelão, ao lado da Capela do Cristo Operário (à esquerda)
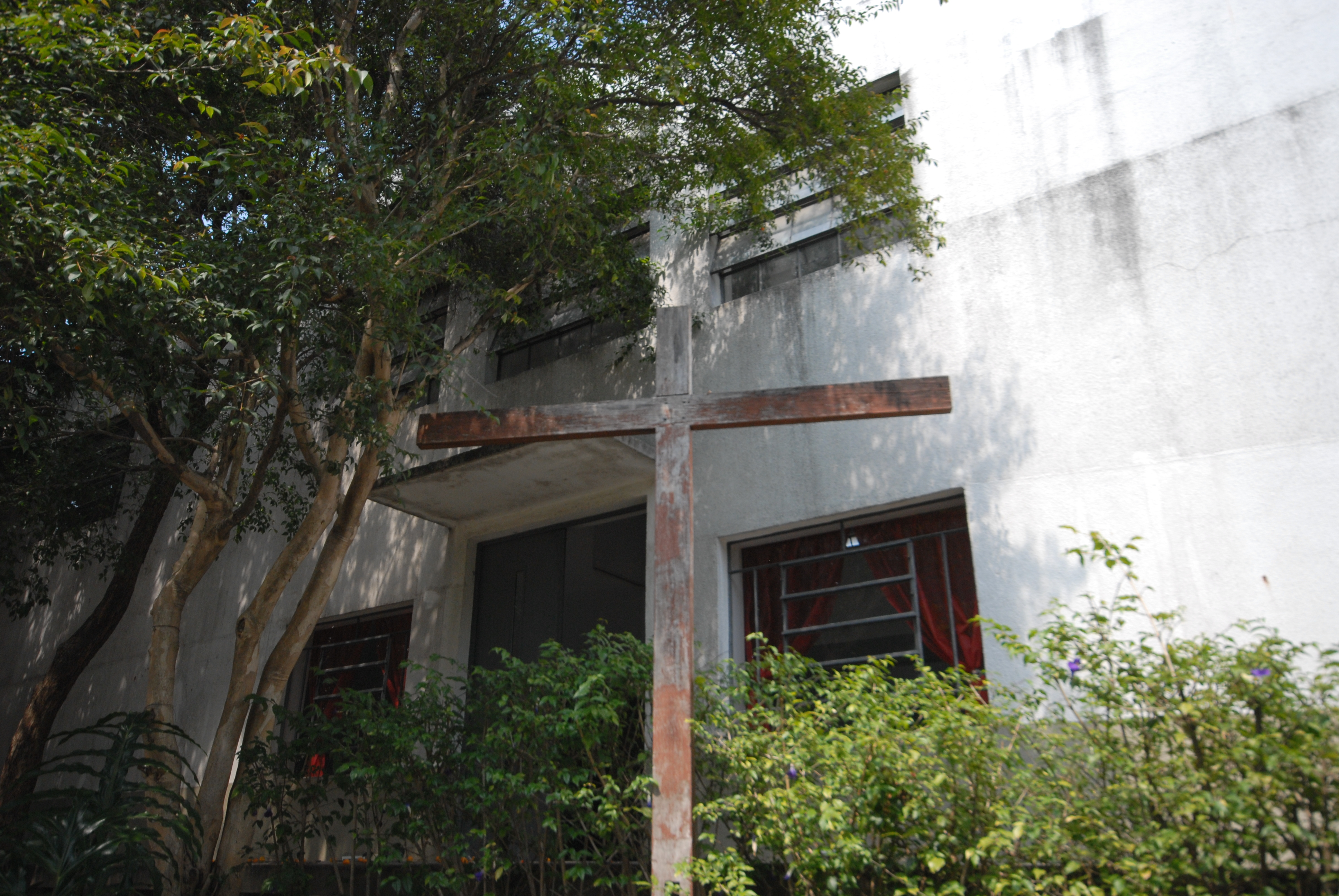
Cruz de madeira exposta em terreno da Capela do Cristo Operário
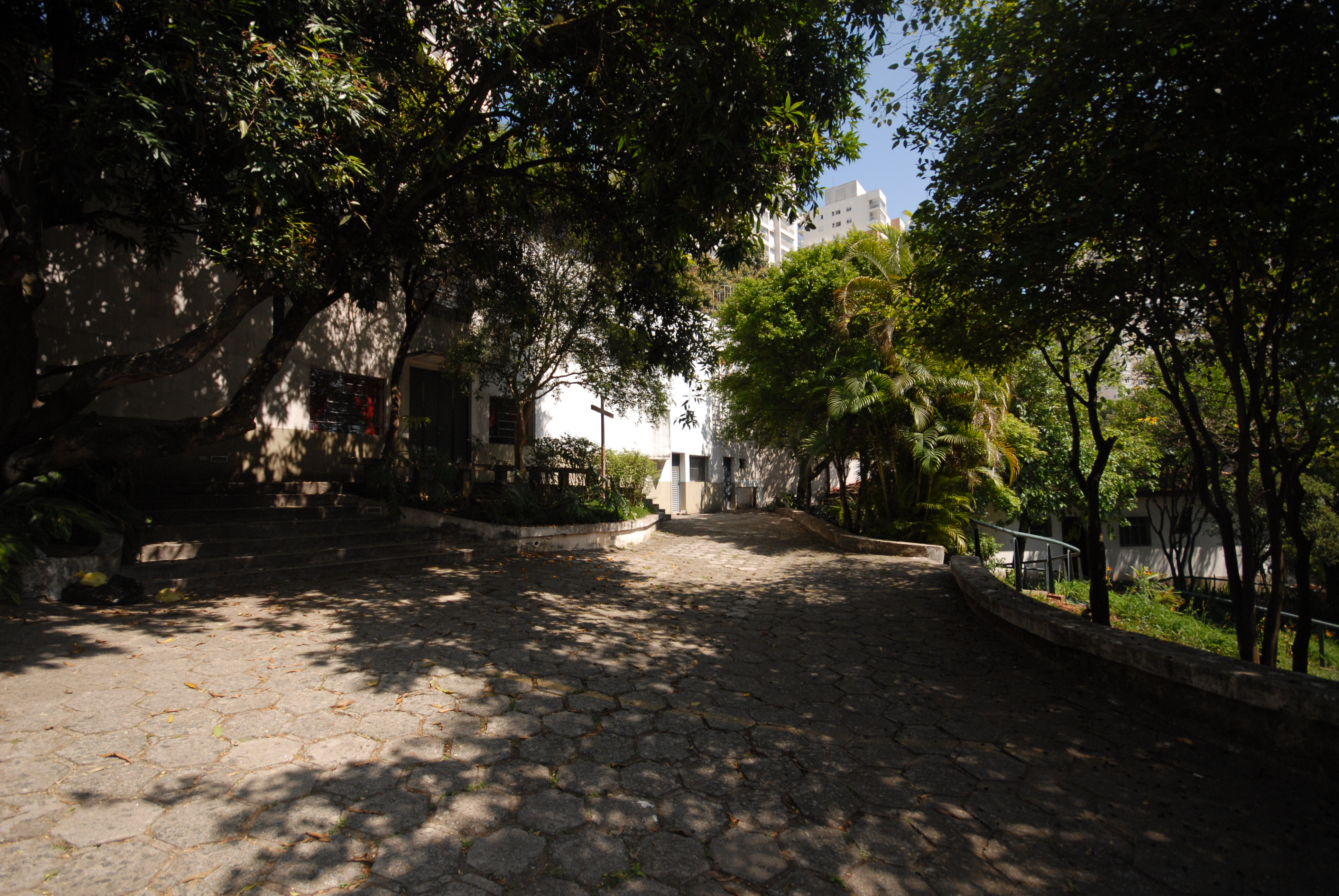
Parte do terreno em que esteve a fábrica de móveis Unilabor e hoje está a Capela do Cristo Operário
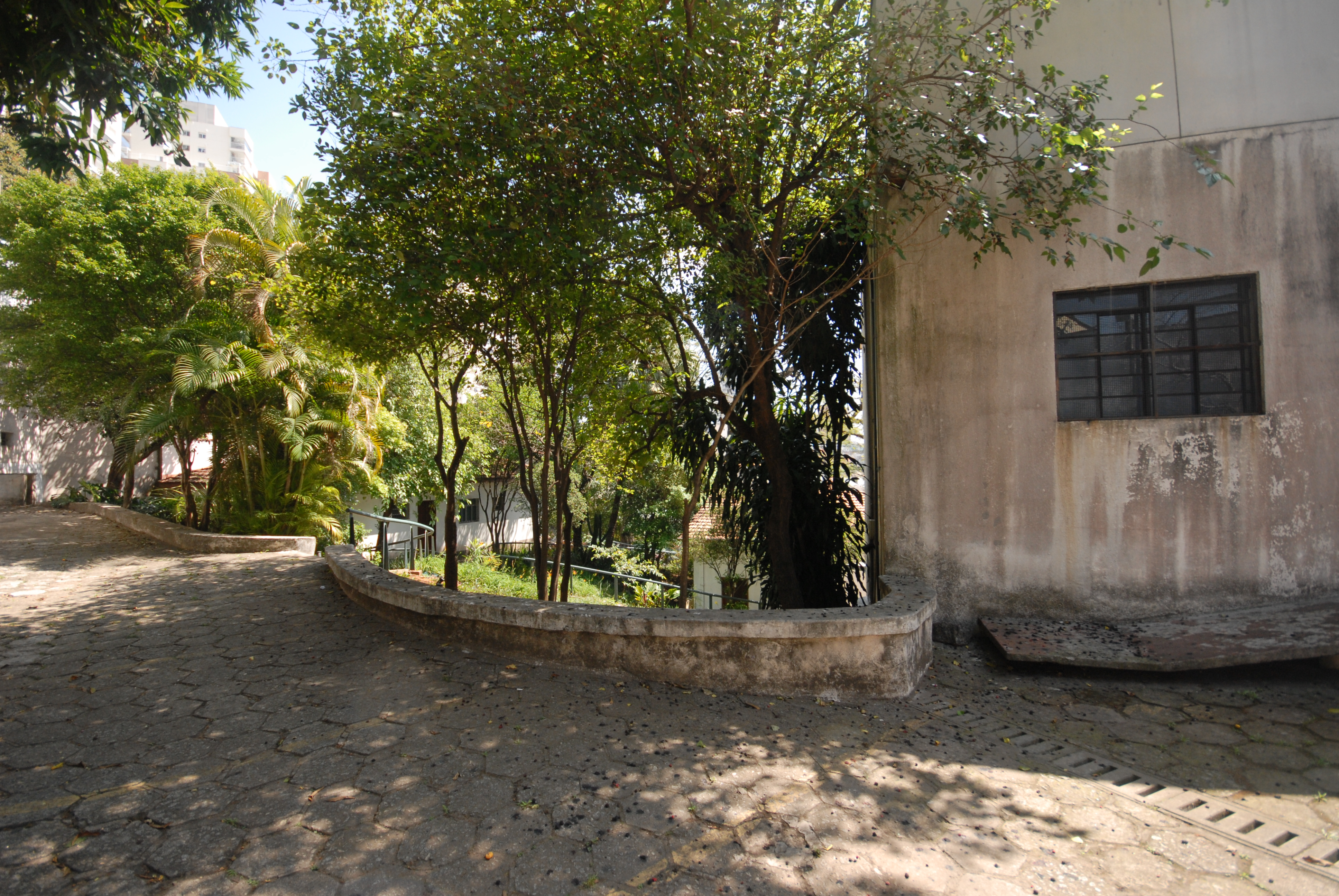
Vista traseira de terreno da Capela do Cristo Operário, a partir da Rua São Daniel

### Vitrais e murais

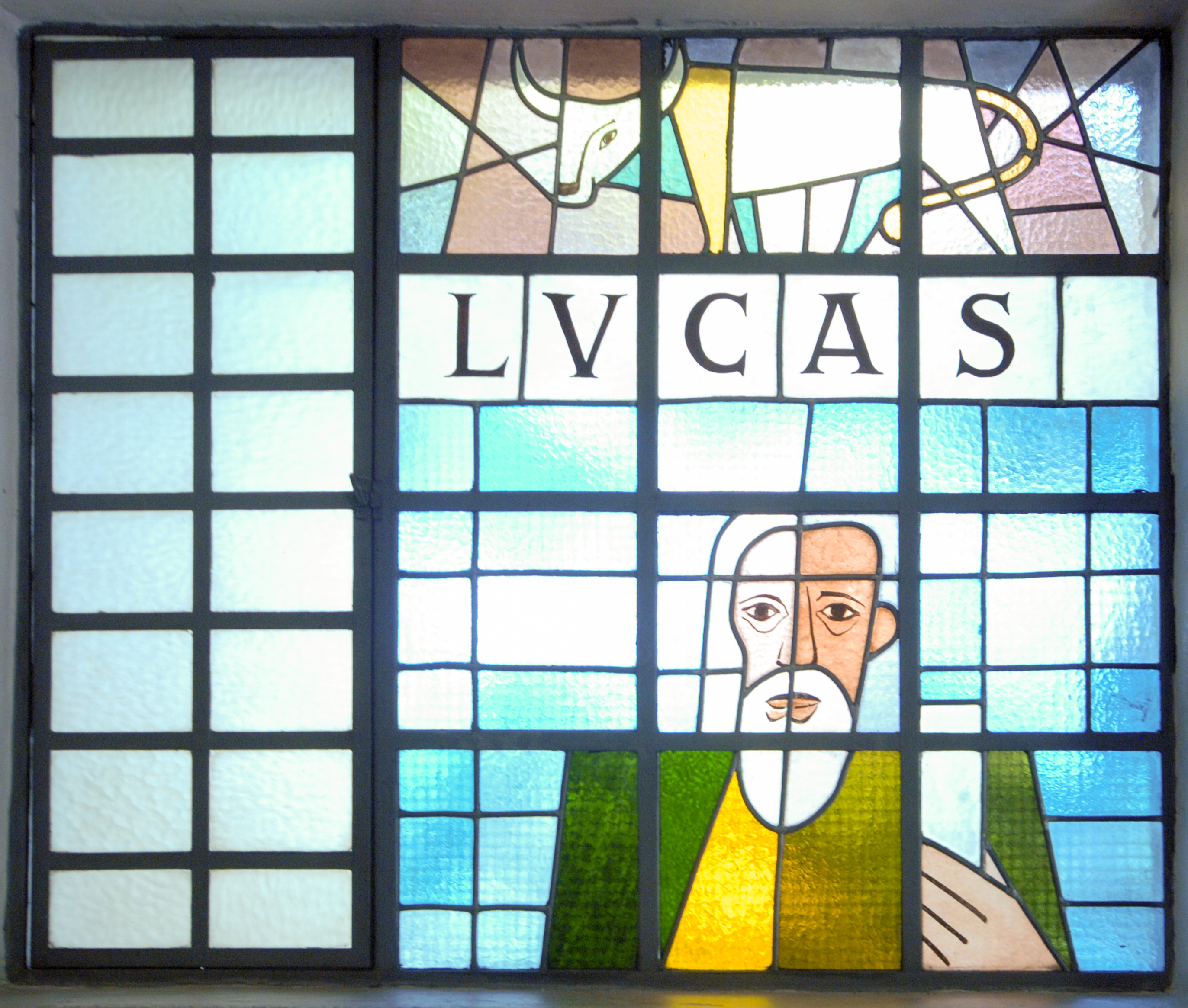
Vitral de São Lucas, por Alfredo Volpi
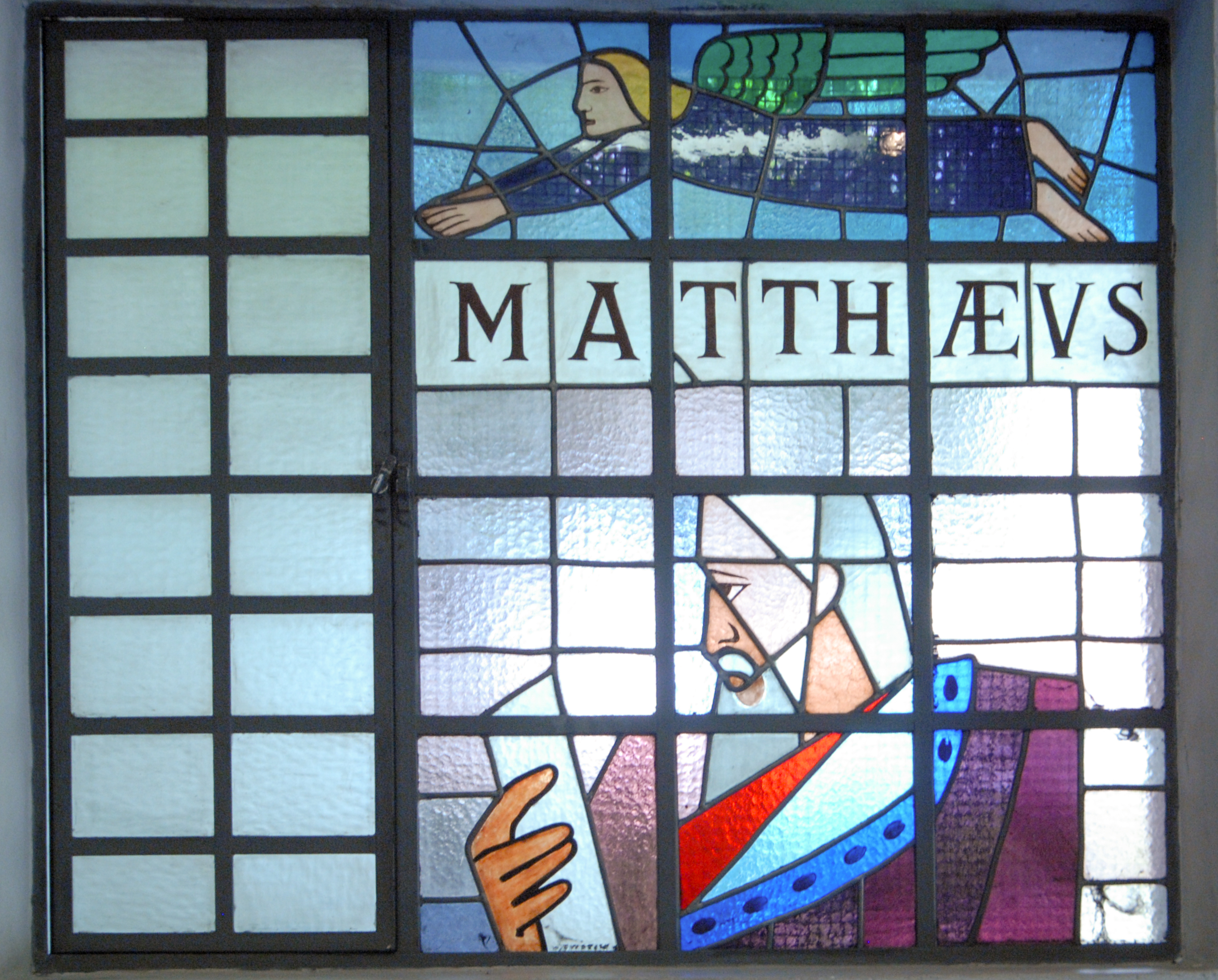
Vitral de São Mateus, por Alfredo Volpi
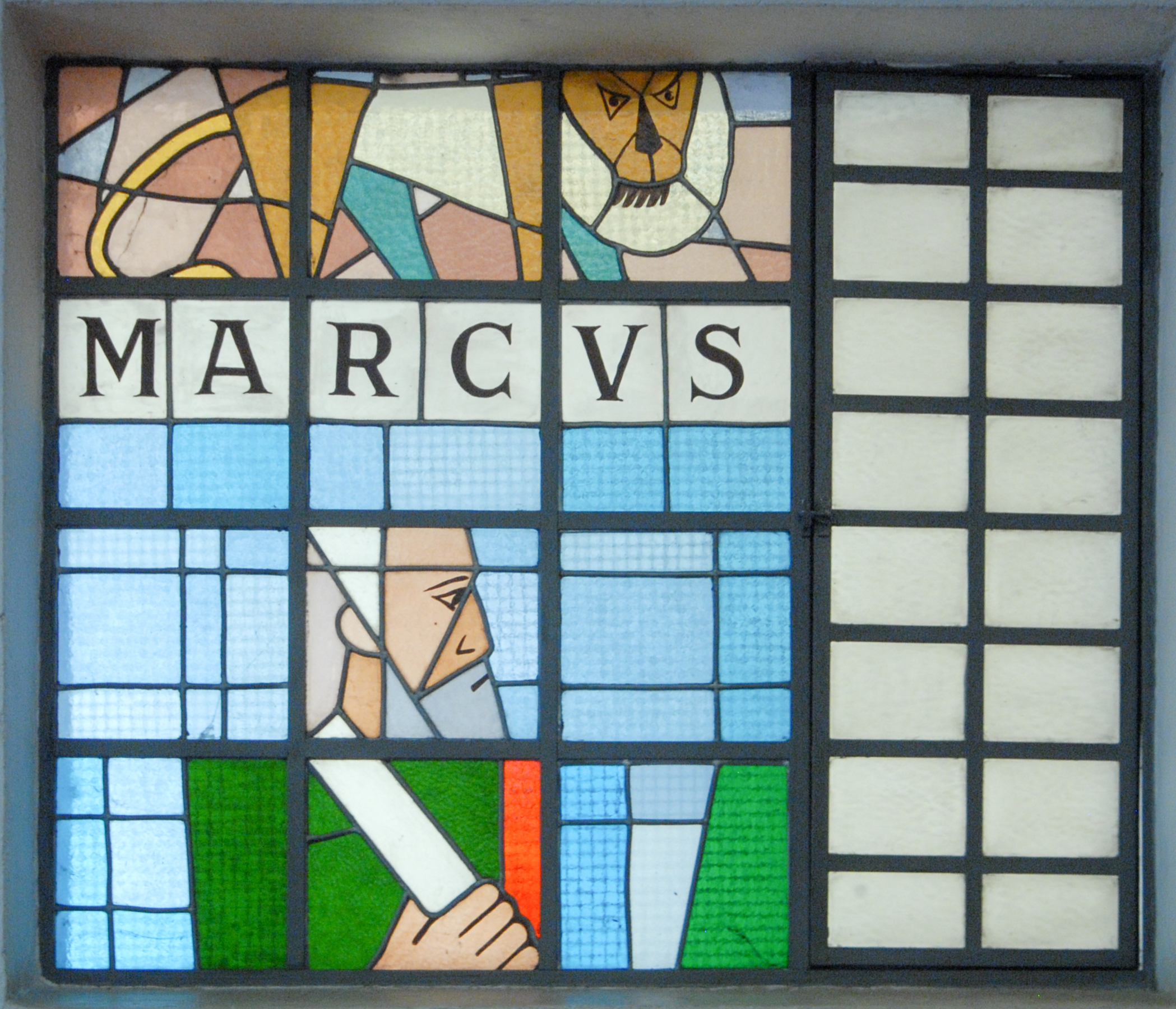
Vitral de São Marcos, por Alfredo Volpi
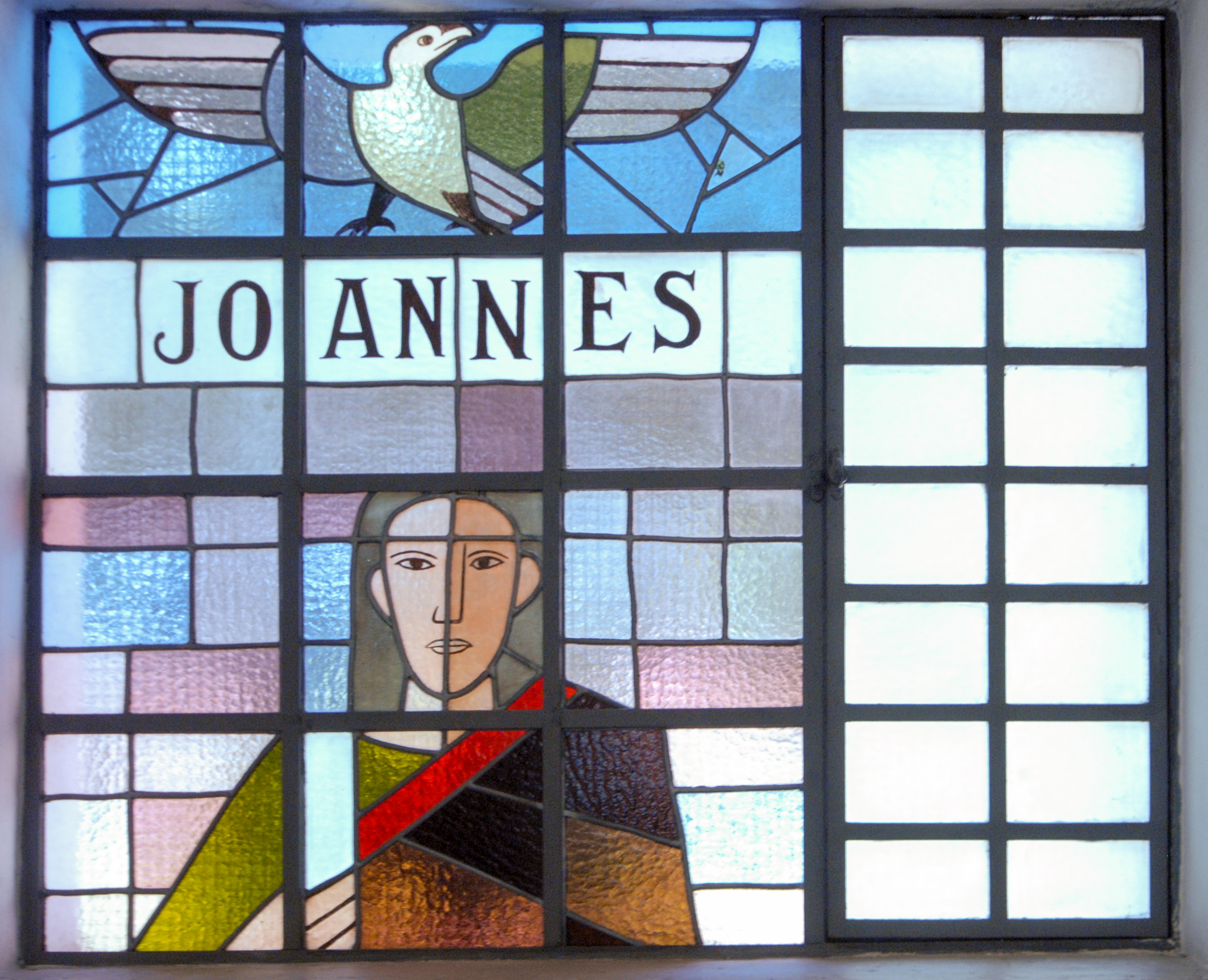
Vitral de São João, por Alfredo Volpi
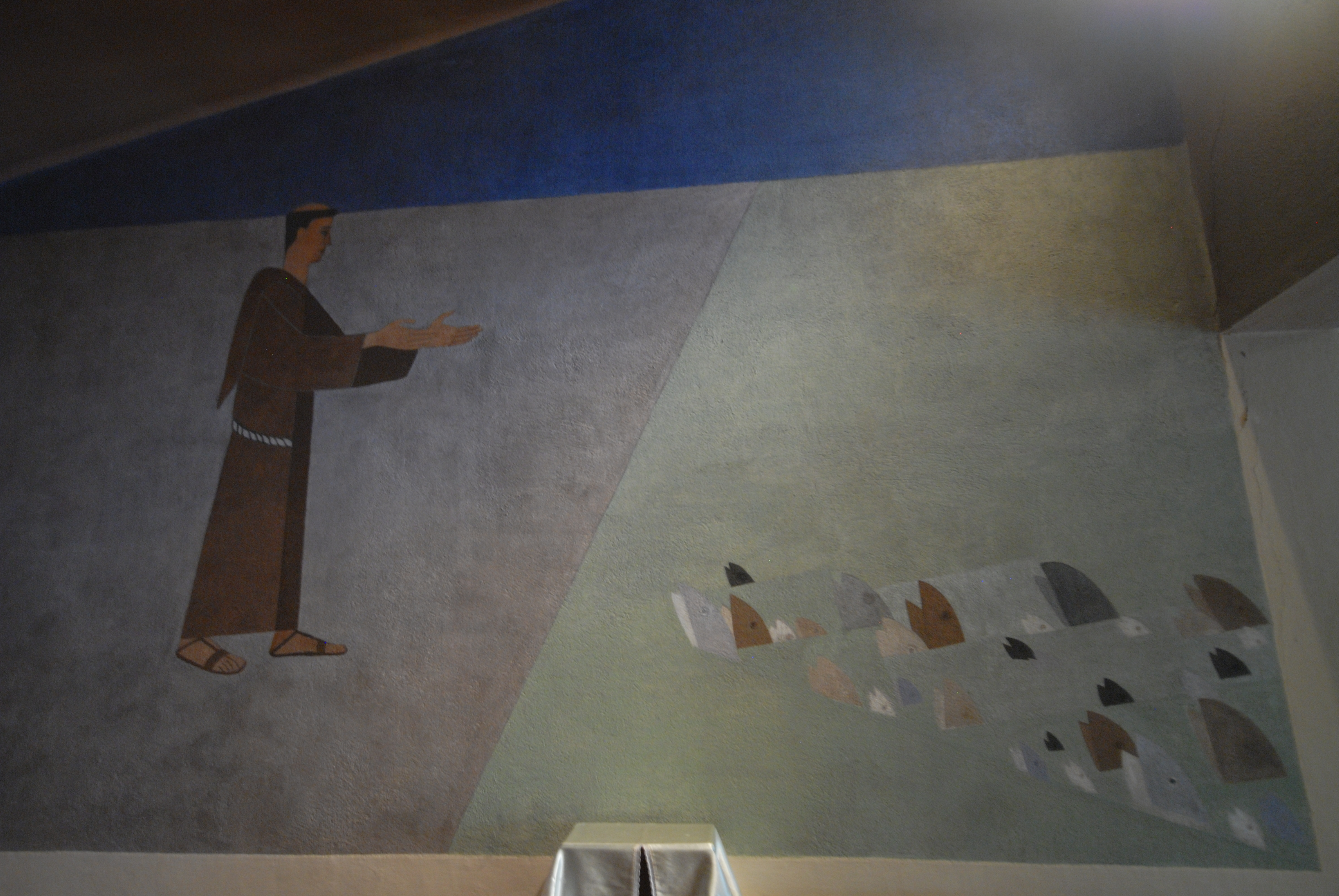
Mural de Santo Antônio, feito por Alfredo Volpi
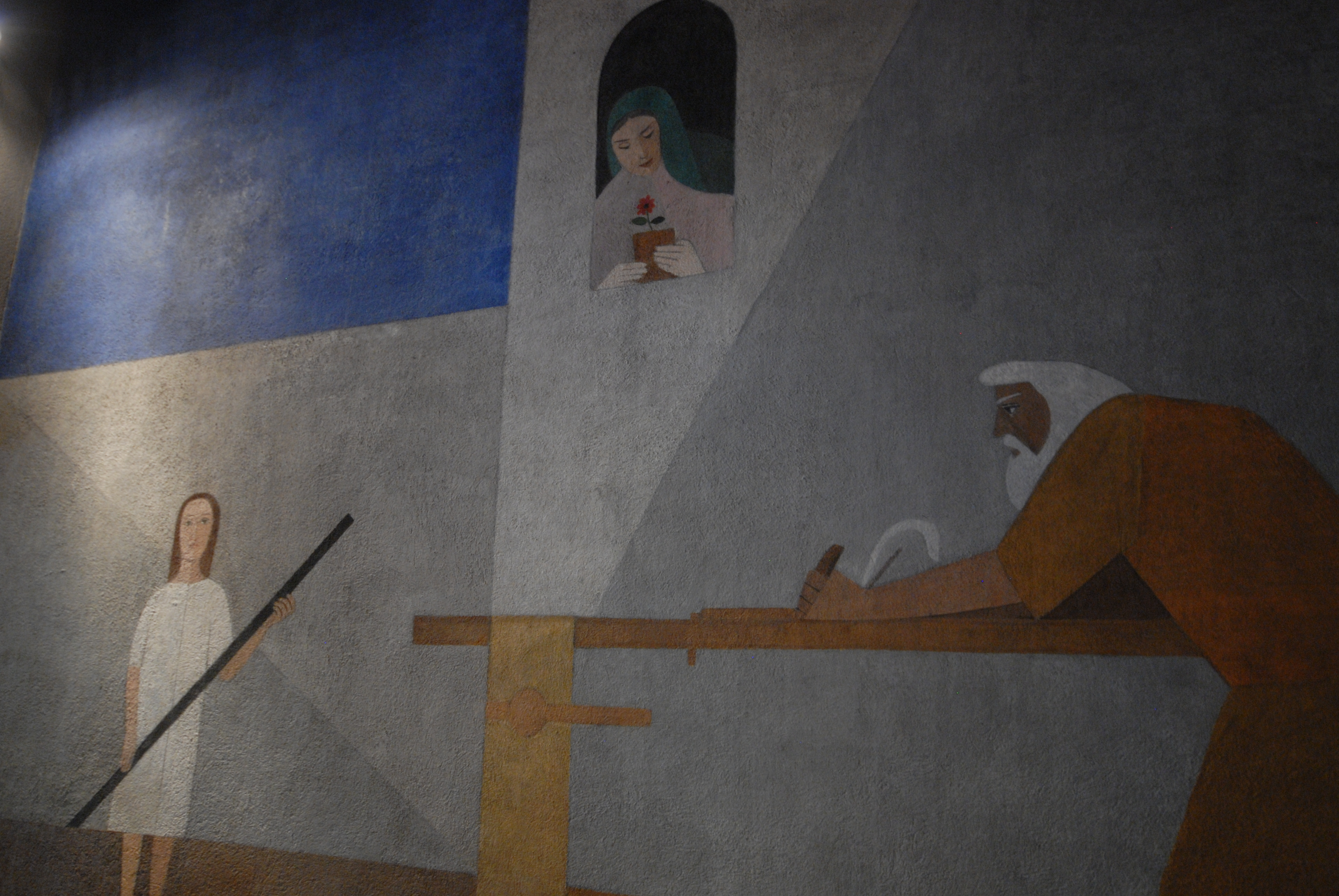
Mural de Nossa Senhora com Menino Jesus e São João Batista, por Alfredo Volpi

## Restauração
A restauração da Capela do Cristo Operário, apresentou problemas por diversos fatos de diversas naturezas, assim como ocorre em qualquer trabalho de restauro. Porém, além dos desafios habituais havia o desafio maior de cumprir com o esperado colocado de vários segmentos, cada qual com uma visão diferente: a comunidade católica local que já estava apegada com aquelas obras, os religiosos da Ordem Dominicana com seu jeito mais moderno de religião e de sociedade, e dos demais grupos que se identificavam com a história social da Unilabor e da moderna arte brasileira, em um dos seus melhores momentos. Contabilizando tudo, o maior obstáculo de conseguir analisar obras de arte produzidas em nossa era, sem o auxilio do distanciamento que só o tempo fornece. A responsabilidade maior então resultava tanto por essa  variedade de expectativa quanto pela admirável importância das pinturas, e pelo seu estado material extremamente detonado, em que faltavam dados formais da obra.

A crescente consciência cultural do povo brasileiro se fez presente com o apoio da iniciativa privada, de duas formas: a primeira, facilitando as condições materiais de trabalho, e a segunda, fornecendo elementos iconográficos com boa qualidade e quantidade. Tal suporte solidário muito foi possibilitado: foram arduamente analisadas as antigas fotografias, associando-as aos vestígios resgatados e tornando mais visíveis com as primeiras ações técnicas, experimentando diferentes conceitos e formas de abordagem e soluções plásticas, foram convidados especialistas de Volpi e Mohaly. Foi experimentado, repetido e conferido casa procedimento diversas vezes até se ter certeza de que o resgate visual mais fiel e seguro da expressão que aqueles artistas um dia  colocaram naquelas paredes foi alcançado. A sensação de trabalho seguro e familiarização dos paulistanos foi renovada não apenas por resgatar bens culturais, mas sim pela diversidade com que isso pode e deve ocorrer.